# Lake City (Michigan)
Pour les articles homonymes, voir Lake City.
Lake City est une ville située dans l’État américain du Michigan. Elle est le siège du comté de Missaukee. Sa population est de 923 habitants.